# Шишкины (Арбажский район)
Шишкины — деревня в Арбажском районе Кировской области. 

## География
Находится недалеко от правого берега Вятки на расстоянии примерно 25 километров по прямой на север-северо-восток от районного центра поселка Арбаж.

## История
Известна с 1873 года как деревня Полувасковская  1-я (или Шишкин), в которой дворов 2 и жителей 19, в 1905 5 и 51, в 1926 13 и 74, в 1950 14 и 79, в 1989 уже не было учтено постоянных жителей . До января 2021 года входила в состав Сорвижского сельского поселения до его упразднения. Ныне имеет дачный характер.

## Население
Постоянное население не было учтено как в 2002 году, так и в 2010.